# Lancaster Gate Station
Lancaster Gate Station er en London Underground-station nær Lancaster Gate på Bayswater Road i Bayswater (City of Westminster), nord for Kensington Gardens. Stationen er betjent af Central line, og ligger mellem Queensway og Marble Arch i takstzone 1.

## Historie
Lancaster Gate Station blev åbnet den 30. juli 1900 af Central London Railway (nu Central line). Den oprindelige stationsbygning var i et typisk design af banens oprindelige arkitekt Harry Bell Measures. Den blev revet ned og en ny overfladebygning konstrueret som en del af byudviklingen ovenover stationen i 1968. Byudviklingen var designet af T P Bennett & Son, som en kontorblok, men blev kort efter konverteret til et hotel. I 2004-05 fik hotellets nederste etager fik ny beklædning i hvid sten, efter design af Eric Parry Architects. Hotellet fik byggetilladelse til den nye beklædning, inklusive stationens facade, men dette blev aldrig udført.

### Renovering
Stationen var lukket fra 3. juli 2006 til 13. november 2006, så elevatorerne og stationen kunne blive renoveret. Stationens kroniske elevatorproblemer blev vurderet som en sikkerhedsfare og ubelejligt for passagerne af Transport for London. Passagertallene er øget gennem årene, hvilket har medført at der ofte er trængsel i stationens lille billethal, især i weekenderne, på grund af de utallige hoteller i området.

## Beliggenhed
Stationen ligger i gåafstand fra Paddington Station, hvilket giver en bekvemt skiftemulighed mellem Central line og fjerntogsstation, selvom dette ikke er fremhævet på netværkskortet.

## Transportforbindelser
London buslinjer 46, 94, 274, 148 og 390.

## Galleri
- Wikimedia Commons har flere filer relateret til Lancaster Gate Station

- 1992-materiel i vestgående retning
- Østgående perron
- Vestgående perron
- Rondel på perron